# Pachycrocuta
Pachycrocuta là một chi linh cẩu tiền sử. Pachycrocuta brevirostris là loài lớn nhất và được nghiên cứu kỹ nhất, được ước tính có cân nặng trung bình là 110 kg (240 lb), bằng một con sư tử cái, khiến nó trở thành loài linh cẩu lớn nhất được biết đến. Pachycrocuta sống vào đầu thế Pliocene khoảng 3 triệu năm trước và tuyệt chủng vào thế Pleistocene, 400,000 năm trước.